# Ternifinemens

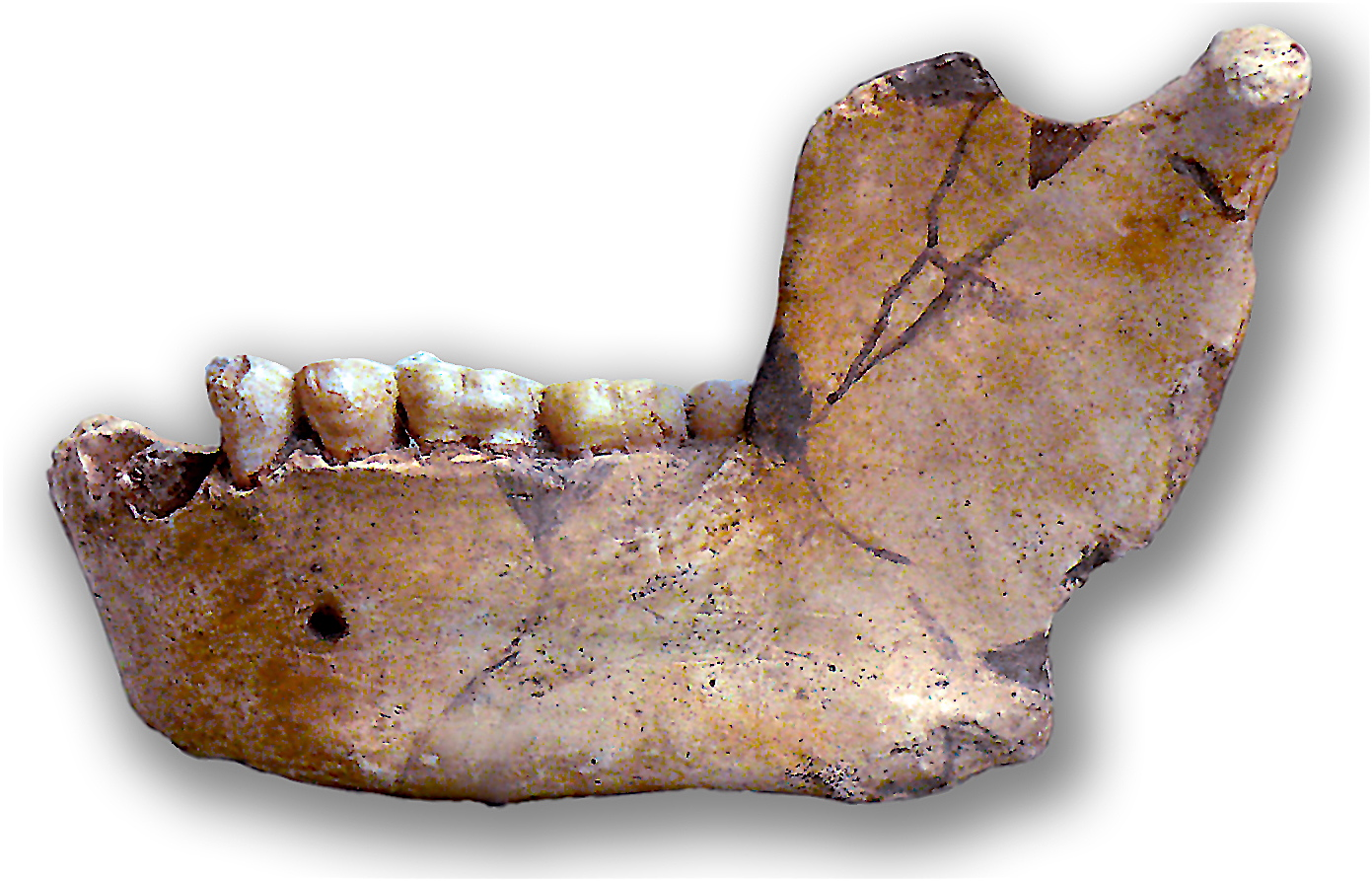
Onderkaak

De Ternifinemens is een fossiele mens waarvan in 1954-55 door Camille Arambourg vondsten zijn gedaan op de site van Tighennif, voorheen bekend als Ternifine, in de Algerijnse provincie Oran. Gevonden zijn drie onderkaken en een wandbeen met een geschatte leeftijd van 700.000 jaar. De kaken hebben een massieve bouw zonder vooruitstekende kin en grote tanden.
Oorspronkelijk werden de vondst beschreven als Atlanthropus mauritanicus, later als Homo mauritanicus. Wegens overeenkomsten met Homo erectus-exemplaren als de pekingmens werden de vondsten vervolgens als Homo erectus mauritanicus ingedeeld. Tegenwoordig worden de Homo erectus-vondsten in Afrika echter vaak als een aparte soort Homo ergaster beschouwd, waar de Ternifine-mens dan ook toe zou horen. 
De vondsten zijn ook vergeleken met Europese Homo antecessor-fossielen, maar recent onderzoek wees op verschillen.
Op de site werden ook stenen werktuigen van een Acheuléen-type gevonden.